# Deporaus femoralis
Deporaus femoralis is een keversoort uit de familie Rhynchitidae. De wetenschappelijke naam van de soort is voor het eerst geldig gepubliceerd in 1928 door Kôno.